# Crucifixo da força aérea
O crucifixo da força aérea é o segundo maior prêmio militar da Força Aérea dos Estados Unidos e da Força Espacial dos Estados Unidos por bravura em combate. A medalha é equivalente a do Exército cruz de serviços distintos, a Marinha e corpo de fuzileiros navais, cruz de marinha e a guarda Guarda costeira.
O crucifixo da força aérea é concedido por heroísmo extraordinário que não justifica a concessão da medalha de honra. Pode ser concedido a qualquer indivíduo que, servindo em qualquer capacidade com a força aérea ou força espacial, se distingue por heroísmo extraordinário em combate.

## Origens
Originalmente intitulada "Cruz de Serviço Distinto (Força Aérea)", o Crucifixo da Força Aérea foi proposto pela primeira vez em 1947, após a criação da Força Aérea dos Estados Unidos como um serviço armado independente. A medalha foi projetada por Eleanor Cox, um funcionário da Força Aérea, e foi esculpida por Thomas Hudson Jones, do Institute of Heraldry .A condecoração foi criada pelo Congresso em Direito Público 88-593 em 6 de julho de 1960, alterando a Seção 8742 do Título 10, Código dos EUA para alterar a designação de "Cruz de Serviço Distinto" para "Crucifixo da Força Aérea" no caso de prêmios concedidos pelo Departamento da Força Aérea.
Prêmios adicionais do Crucifixo da Força Aérea são anotados por grupos de folhas de carvalho, e o verso de cada Crucifxo da Força Aérea é gravado com o nome do destinatário.

### Critérios para concessão
Título 10, Seção 8742. Cruz da Força Aérea: Prêmio
"O Presidente pode conceder um Crucifixo da Força Aérea de design apropriado, com fitas e acessórios, a uma pessoa que, enquanto servindo em qualquer capacidade com a Força Aérea, se distingue por heroísmo extraordinário que não justifique a concessão de uma Medalha de Honra:
- enquanto envolvido em uma ação contra um inimigo dos Estados Unidos;
- enquanto envolvido em operações militares envolvendo conflitos com uma força estrangeira adversária; ou
- enquanto servia com forças estrangeiras amigas envolvidas em um conflito armado contra uma força armada oposta na qual os Estados Unidos não são um partido beligerante. "[5]

## Descrição
O crucifixo da força aérea consiste em uma cruz de bronze com acabamento acetinado oxidado. Centrada no anverso da cruz está uma águia careca americana banhada a ouro, asas exibidas contra uma formação de nuvens (conforme usado no selo do Departamento da Força Aérea).   Este desenho é circundado por uma coroa de louros em esmalte verde, debruada em ouro. O reverso da cruz é em branco e adequado para gravação.
A Barreta tem uma faixa central muito larga em azul da Bretanha com faixas estreitas de branco e vermelho nas bordas. A fita é quase idêntica à da Cruz de Serviços Distintos, exceto pela faixa central azul mais clara, indicando a estreita conexão desses prêmios.  

## Prêmios
O primeiro prêmio daquele Crucifixo foi concedido postumamente ao major Rudolf Anderson, um piloto de sub-2, por heroísmo extraordinário durante a Crise dos Mísseis em Cuba .
Em outubro de 2017, havia 202 condecorações para 197 indivíduos, o primeiro feito, foi por ações na Crise dos Mísseis de Cuba . Três foram concedidos retroativamente por ações na Segunda Guerra Mundial . Cento e oitenta foram premiados por heroísmo na Guerra do Vietnã, e quatro por heroísmo durante o Incidente de Mayagüez de 1975 imediatamente após (estes são contados às vezes com os prêmios da Guerra do Vietnã). Dois foram premiados pela Guerra do Golfo de 1991; um, ao Pararescueman da USAF Timothy Wilkinson, pela Batalha de Mogadishu em 1993 na Somália, e dois foram premiados por heroísmo durante a Operação Anaconda no Afeganistão em 2002, um ao Pararescueman da USAF Jason Cunningham e um ao Sargento Técnico John Chapman, controlador de combate . Um foi concedido ao controlador de combate Zachary Rhyner por ações no vale de Shok, Afeganistão, em 6 de abril de 2008. Outro foi premiado com o MSgt Pararescueman da USAF Ivan Ruiz por heroísmo na província de Kandahar, Afeganistão, em 10 de dezembro de 2013. Em 17 de outubro de 2017, o Crucifixo  foi concedido ao sargento Richard Hunter, por ações contra o Taliban na província de Kunduz, Afeganistão, em 2 de novembro de 2016. SSgt Chris Baradat, um controlador de combate
Cinquenta prêmios foram póstumos, incluindo 30 para membros desaparecidos em ação . Vinte e quatro foram concedidos a pessoal alistado, incluindo 12 Pararescuemen . Dezessete graduados da Academia da Força Aérea dos Estados Unidos receberam o prêmio e 13 foram conduzidos por conduta enquanto prisioneiros de guerra .
Houve quatro destinatários múltiplos:
- James H. Kasler (3 premiações)
- John A. Dramesi (2 premiações)
- Leland T. Kennedy (2 premiações)
- Robinson Risner (2 premiações)

## Destinatários notáveis

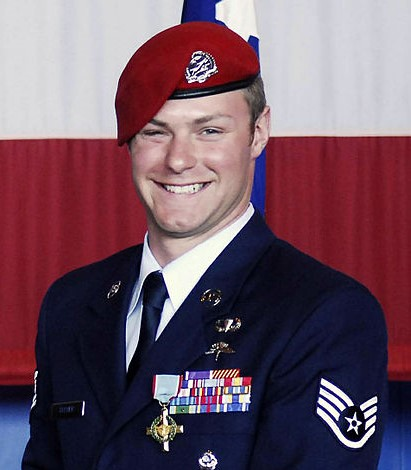
Sgt Zachary Rhyner recebendo a Cruz da Força Aérea do Secretário da Força Aérea Michael B. Donley.

- Maj Rudolf Anderson, Jr .: Primeiro destinatário, concedido postumamente por bravura durante a Crise dos Mísseis em Cuba.
- Gen Charles G. Boyd, prisioneiro de guerra por quase 7 anos e o único prisioneiro de guerra da era do Vietnã a alcançar a classificação de quatro estrelas.
- Tenente-coronel Charlie L. Brown : Um dos três ganhadores do prêmio por ações durante a Segunda Guerra Mundial, enquanto trabalhava com as Forças Aéreas do Exército dos Estados Unidos, o antecessor da USAF.
- MSgt John A. Chapman, premiado postumamente por heroísmo na Batalha de Takur Ghar, durante a Guerra do Afeganistão . Mais tarde, atualizado para a Medalha de Honra.
- Dia do Coronel George E. "Bud" : recebedor da Medalha de Honra e prisioneiro de guerra da Guerra do Vietnã
- Capitão Charles B. "Chuck" DeBellevue : ás do oficial de sistemas de armas F-4, creditado com seis (6) mortes MiG, a maior parte de qualquer aviador dos EUA durante a Guerra do Vietnã.
- Coronel John A. Dramesi : USAF Vietnam POW. Lidere a única fuga organizada do Hanoi Hilton com Edwin Atterberry. O último múltiplo vivo da Cruz da Força Aérea.
- Maj Urban L. Drew : Um dos três ganhadores do prêmio por ações durante a Segunda Guerra Mundial, enquanto trabalhava com as Forças Aéreas do Exército dos Estados Unidos, o antecessor da USAF.
- CMSgt Richard Etchberger : aviador da USAF que morreu no local da batalha de Lima 85 . Prêmio posteriormente atualizado para Medal of Honor .
- A2C Duane D. Hackney : Pararescueman decorado por bravura no Vietnã.
- Major-general Paul Johnson : um piloto A-10 durante a Guerra do Golfo, ajudou a resgatar um piloto caído atrás das linhas inimigas.
- Tenente-coronel James H. Kasler : piloto de caça da Guerra do Vietnã e prisioneiro de guerra; único destinatário de três prêmios.
- Capitão Leland T. Kennedy : piloto de helicóptero de resgate da Guerra do Vietnã; recebedor de dois prêmios.
- Brigadeiro-General Robin Olds : piloto de caça da Segunda Guerra Mundial e da Guerra do Vietnã, ás triplo.
- Coronel Ralph Parr : ás de caça da Guerra da Coreia, também ganhador do Distinguished Service Cross .
- A1C William H. Pitsenbarger : Pararescueman e o primeiro destinatário alistado. Prêmio posteriormente atualizado para Medal of Honor .
- 1º Ten Karl W. Richter : Piloto de caça morto em ação no Vietnã.
- Tenente-coronel James Robinson Risner : piloto de caça da Guerra do Vietnã e prisioneiro de guerra e primeiro destinatário vivo; recebeu dois prêmios.
- MSgt Zachary Rhyner : um controlador de combate na batalha de Shok Valley durante a guerra no Afeganistão.
- Capitão Dale E. Stovall : piloto de helicóptero da Guerra do Vietnã que resgatou Roger Locher do Vietnã do Norte, voando mais longe do que qualquer outro piloto da SAR. Aposentado como general de brigada.
- Major R. Stephen Ritchie : ás piloto da USAF da Guerra do Vietnã. Aposentado como general de brigada.
- Coronel Robert M. White : piloto de testes X-15 e comandante do F-105.